# فدراسیون ووشوی سنتی ارمنستان
فدراسیون ووشوی سنتی جمهوری ارمنستان (ارمنی: Հայաստանի ավանդական ուշուի ֆեդերացիա) که با نام فدراسیون ووشوی سنتی ارمنستان نیز شناخته می‌شود، نهاد تنظیم‌کننده ورزش ووشو در ارمنستان می‌باشد که توسط کمیته المپیک ارمنستان اداره می‌شود و مقر آن در شهر ایروان واقع شده است.

## تاریخچه
این فدراسیون در سال ۱۹۹۲ میلادی تأسیس شد و ریاست فعلی آن را روستوم آلاوردیان برعهده دارد. این فدراسیون عضو کامل فدراسیون بین‌المللی ووشو و فدراسیون اروپایی ووشو می‌باشد.
ارمنستانی در مسابقات قهرمانی در سطوح مختلف اروپایی و بین‌المللی از جمله در مسابقات قهرمانی جهانی و بازی‌های المپیک تابستانی شرکت می‌کنند.

## فعالیت‌ها
در سال ۲۰۰۱ ششمین دوره مسابقات قهرمانی ووشو جهان ۲۰۰۱ در ایروان برگزار شد.
این فدراسیون مسابقات مختلف ووشو را در سراسر کشور ارمنستان برگزار می‌کند.